# Yōko Hikasa
Yōko Hikasa (日笠 陽子, Hikasa Yōko), née le 16 juillet 1985 dans la préfecture de Kanagawa au Japon, est une seiyū et chanteuse japonaise.

## Filmographie

### Série d'animation
2007
- Sketchbook ~full color's~ – Minamo Negishi

2008
- Ikki Tousen: Great Guardians – Girl B
- Ghost Hound – Primary School Girl B
- Persona: Trinity Soul
- Monochrome Factor – Female Student

2009
- Asura Cryin' – Ritsu Shioizumi[1], Kotori Arayashiki
- K-On! – Mio Akiyama[2]
- Tetsuwan Birdy: Decode 02 – Witch
- Luminous Arc 3 – Angel Miria
- Toradora! – Female Student A
- Nogizaka Haruka no Himitsu: Purezza – Iwai Hinasaki, Yayoi Kayahara
- Basquash! – Child B
- Umineko no Naku Koro ni – Satan

2010
- Chu-Bra!! – Kiyono Amahara [3]
- The Qwaser of Stigmata – Hana Katsuragi [4]
- Ichiban Ushiro no Daimaō – Junko Hattori [5]
- K-On!! – Mio Akiyama
- WORKING!! – Izumi Takanashi
- Seikimatsu Occult Gakuin – Maya Kumashiro
- Seitokai Yakuindomo – Shino Amakusa
- Giri Giri Airu Village – Nyasuta
- Sora no otoshimono Forte – Hiyori Kazane

2011
- IS (Infinite Stratos) – Hōuki Shinonono
- Is This a Zombie? – Seraphim
- Beelzebub – Azusa Fujisaki
- Rio: Rainbow Gate! – Linda
- Dog Days – Brioche d'Arquien
- Moshidora – Minami Kawashima
- Nurarihyon no Mago: Sennen Makyou – Kyokotsu (daughter)
- Ro-Kyu-Bu! – Saki Nagatsuka
- The Qwaser of Stigmata II – Hana Kasuragi
- Working'!! – Izumi Takanashi

2012
- Campione! – Erica Brandelli
- Code:Breaker – Sakura Sakurakōji
- Danshi Koukousei no Nichijou – Literature Girl (Yassan)
- Dog Days' – Brioche d'Arquien
- Driland – Haruka
- Gokujyo. – Akabane Aya
- Hagure Yūsha no Estetica – Myuu Ousawa
- High School DxD – Rias Gremory
- Hyōka – Quiz Study Group Chairman
- Inu x Boku SS – Nobara Yukinokouji
- Kingdom – Qiang Lei
- Médaka Box Abnormal – Saki Sukinasaki
- Mōretsu Pirates – Lynn Lambretta
- Muv-Luv Alternative: Total Eclipse – Niram Rawamunando
- Kore wa Zombie Desu ka? Of the Dead – Seraphim
- Hayate the Combat Butler: Can't Take My Eyes Off You – Kayura Tsurugino
- Btooom! – Hidemi Kinoshita

2013
- Cuticle Detective Inaba (ja) – Gabriella
- Aku no Hana – Nanako Saeki
- Boku wa Tomodachi ga Sukunai NEXT – Hinata Hidaka
- Hataraku Maou-sama! – Emi Yusa
- Hyakka Ryōran Samurai Bride – Musashi Miyamoto
- Pokémon: Best Wishes! Saison 2 – Ellie (ep 113)
- Yama no Susume – Kaede Saitō
- Ginga Kikōtai Majestic Prince – Kei Kugimiya
- Kingdom 2nd Series – Qiang Lei
- High School DxD New – Rias Gremory
- Ro-Kyu-Bu! SS – Saki Nagatsuka
- ''RWBY - Weiss Schnee
- IS (Infinite Stratos) 2 – Hōuki Shinonono
- Karneval – Tsubaki
- Senki Zesshō Symphogear G – Maria Cadenzavna Eve
- Danganronpa: The Animation – Kyouko Kirigiri
- Free! - Iwatobi Swim Club – Rei Ryugazaki (Young)
- Yozakura Quartet: Hana no Uta – Nadeshiko Matsudaira

2014
- Seitokai Yakuindomo * – Shino Amakusa
- Kenzen Robo Daimidaler – Kyōko Sonan
- Nobunaga the Fool – Jeanne Kaguya d'Arc
- No Game No Life – Stephanie Dora
- Z/X Ignition – Michael
- Kanojo ga Flag wo Oraretara – Rin Eiyuuzaki
- M3: Sono Kuroki Hagane – Emiru Hazaki
- Seirei Tsukai no Blade Dance – Restia Ashdoll
- Trinity Seven – Mira Yamana
- Ore, Twintail ni Narimasu. – Isuna Anko
- Sword Art Online II – Endou
- Fūun Ishin Dai Shōgun – Hyougo Asai

2015
- Yuri Kuma Arashi – Kaoru Harishima
- Junketsu no Maria – Artemis
- High School DxD BorN – Rias Gremory[6]
- Dog Days – Brioche d'Arquien
- Hibike! Euphonium – Aoi Saitō
- Is It Wrong to Try to Pick Up Girls in a Dungeon? – Freya

2017
- Little Witch Academia –  Diana Cavendish
- Fuuka –  Tomomi-sensei
- Hand Shakers –  Bind
- Interviews with Monster Girls – Sakie Satō
- Piace: My Italian Cooking –  Ruri Fujiki
- Aikatsu Stars! –  Elza Forte
- Seven Mortal Sins –  Greed Demon Lord Mammon (eps 1-2, 4, 9-11)
- Berserk –  Farnese
- Altair: A Record of Battles – Shara
- Senki Zesshō Symphogear AXZ – Maria Cadenzavna Eve
- Re:Creators –  Alicetelia February
- Aho Girl –  Yoshie Hanabatake
- Juni Taisen: Zodiac War – Toshiko Inō/Boar
- New Game! –  Kō Yagami

2018
- Hakyū Hoshin Engi –  So Dakki
- Junji Ito Collection –  Riko
- Pop Team Epic – Popuko (Episode 4-A)
- Dances with the Dragons –  Jivunya Lorezzo
- High School DxD Hero –  Rias Gremory
- Hinamatsuri –  Utako
- Sword Art Online Alternative Gun Gale Online –  Pitohui
- L'Attaque des Titans Saison 3, Frieda Reiss
- Goblin Slayer – La sorcière

2019
- Aikatsu Friends! – Hibiki Tenshō
- Arifureta: From Commonplace to World's Strongest – Tio Klarus
- BanG Dream! Second Season – Tomoe Udagawa
- Love X Dilemma – Hina Tachibana
- Granbelm – Anna Fugo
- Isekai Cheat Magician – Grami
- Is It Wrong to Try to Pick Up Girls in a Dungeon? Season 2 –  Freya
- Magical Girl Spec-Ops Asuka, Rau Peipei
- Manaria Friends –  Ann
- No Guns Life –  Olivier Juan de Belmer
- Phantasy Star Online 2: Episode Oracle –  Zeno
- Revisions –  Chiharu Isurugi
- Senki Zesshō Symphogear XV –  Maria Cadenzavna Eve
- To the Abandoned Sacred Beasts –  Liza Runecastle
- W'z –  Yukine
- Zoids Wild Zero –  Jo Aysel

2020
- Sorcerous Stabber Orphen (2020)  - Azalie Cait
- Cycle 7 de Pokémon - Faïza
- Jujutsu Kaisen - Utahime Iori
- The Irregular at Magic High School: Visitor Arc - Angelina Kudou Shields

2021
- Les Brigades immunitaires BLACK - Neutrophilc
- Shaman King[7] - Yoh Asakura

2024
- VTuber Legend: How I Went Viral after Forgetting to Turn Off My Stream - Hareru Asagiri
- Highspeed Étoile - Kanata Asakawa

### Drama CD
- Watashi ni xx Shinasai! – Yukina Himuro

### OVA
- Final Fantasy VII Advent Children – Edge Citizen
- Code Geass: Akito the Exiled – Kousaka Ayano
- Yozakura Quartet: Tsuki ni Naku – Nadeshiko Matsudaira
- Little Witch Academia – Diana Cavendish

### ONA
- Comical Psychosomatic Medicine (2015) – Iyashi Kangoshi[8]

### Film d'animation
- Keroro Gunso the Super Movie 3: Keroro vs. Keroro Great Sky Duel – Woman C
- Sora no otoshimono the Movie: The Angeloid of Clockwork – Hiyori Kazane
- K-On! the Movie – Mio Akiyama
- Hayate the Combat Butler! Heaven Is a Place on Earth – Kayura Tsurugino
- Inazuma Eleven GO vs. Danbōru Senki W – Fran
- Hal – Kurumi
- Toaru Majutsu no Index: Endymion no Kiseki – Shutaura Sequenzia

### Jeu vidéo
- Black Rock Shooter: The Game – Shizu
- Ken to Mahou to Gakuen Mono – Female Gnome
- Granado Espada – Berroniff
- K-On! Hōkago Live!! – Mio Akiyama
- Lollipop Chainsaw – Juliet Starling (paramètres par défaut dans la version PS3 japonaise)
- MegaZone 23: Part III – Mami Nakagawa
- Danganronpa: Trigger Happy Havoc – Kirigiri Kyouko
- Umineko no Naku koro ni: Majo to Suiri no Rondo – Satan
- Umineko no Naku koro ni Chiru: Shinjitsu to Gensō no Nocturne – Satan
- L@ve once – Meru Toritome
- Phantasy Star Online 2 – Echo
- Senran kagura shinovi versus  – Ryōbi
- Arknights - Kal'tsit
- Moe! Ninja Girls RPG - Enju Saion-ji
- Fate/Grand Order - Kijyo Koyo
- Magia Record - Tsubaki Mikoto
- Alchemy Stars - Jona & Regina
- Grand Chase - Rin
- Fire Emblem Heroes - Athenais, Fir, Leila, Ivy
- Fire Emblem Engage - Ivy
- Touhou Gensou Eclipse - Toyosatomimi no Miko
- Goddess of Victory: Nikke - Red Hood
- Genshin Impact - Emilie

## Singles et albums
En tant que comédienne de doublade de Mio Akiyama dans K-On!, elle a enregistré quatre singles et deux albums.
- Cagayake! Girls, classé #2 dans le top Oricon des singles[10]
- Don't say lazy classé #3 dans le top Oricon des singles[11] et est récompensée à la convention Animation Kobe du prix de la meilleure chanson[12]
- Light and Fluffy Time (ふわふわ時間?) classé #3 dans le top Oricon des singles[13]
- Mio Akiyama (秋山澪?) classé #2 dans le top Oricon des singles[14]
- Hōkago Teatime (放課後ティータイム?) classé #1 dans le top Oricon des singles[15],[16]
- Rhythm Dimension avec Shiina-Tactix[17]